# Sof'ja Vladimirovna Golicyna
Sof'ja Vladimirovna Golicyna, coniugata Sof'ja Vladimirovna Stroganova (in russo Софья Владимировна Строганова?) (Mosca, 11 novembre 1775 – San Pietroburgo, 3 marzo 1845), è stata una nobildonna russa.

## Biografia
Ultimogenita di Vladimir Borisovič Golicyn (1731-1798), e di sua moglie, Natal'ja Petrovna Golicyna (1741-1837). Trascorse i primi anni della sua vita all'estero. All'età di quindici anni, tornò con i suoi genitori in Russia. Ha ricevuto una tale educazione che le permise di tradurre in russo la seconda parte della Divina Commedia di Dante.

## Matrimonio

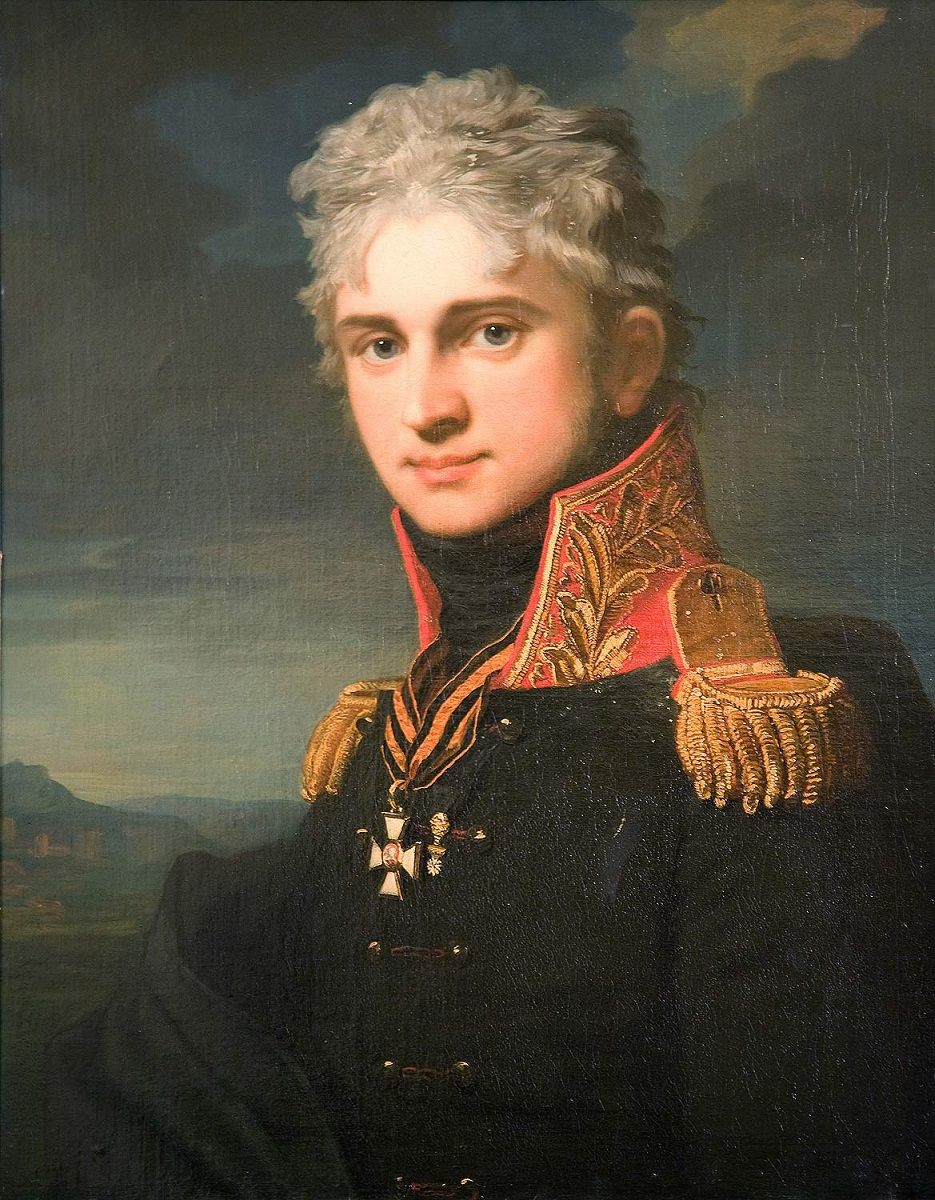
Ritratto di Pavel Aleksandrovič Stroganov, di Jean-Laurent Mosnier, 1808.

All'età di 17 anni incontrò Pavel Aleksandrovič Stroganov. Il matrimonio venne celebrato il 6 maggio 1793. Ebbero cinque figli:
- Aleksandr Pavlovič (1794-23 febbraio 1814);
- Natal'ja Pavlovna (1796-1872), sposò Sergej Grigor'evič Stroganov, ebbero sette figli;
- Adelaida Pavlovna (1799-1882), sposò Vladimir Golicyn (1794-1836);
- Elizaveta Pavlovna (1802-1863), sposò il granduca Ivan Dmitrievič Saltykov (1797-1832);
- Ol'ga Pavlovna (1808-1837).

Durante i primi anni di matrimonio vissero a Mosca, e, con l'ascesa di Paolo I, la giovane coppia si trasferì a San Pietroburgo. Sofia divenne damigella d'onore di Elizaveta Alekseevna, moglie dell'imperatore Alessandro I di russia, divenendone amica.
Nel 1812 il conte Pavel Stroganov, comandante delle Guardie della seconda divisione di fanteria, e il figlio della coppia Alexandr Pavlovic, si distinsero nella battaglia di Borodino. Liberata la Germania, il conte partecipa alla famosa Battaglia delle nazioni a Lipsia, dove lo stesso Alexandr viene ucciso.
La perdita del figlio aggrava la salute del marito Vladimir. Come prescritto dai medici, nel 1817, si recarono in un viaggio all'estero, ma Valdimir morì il 10 giugno 1817. Due giorni dopo la sua partenza il corpo del marito fu portato a San Pietroburgo e venne sepolto nella tomba di famiglia, accanto a suo figlio e alla presenza della famiglia imperiale.

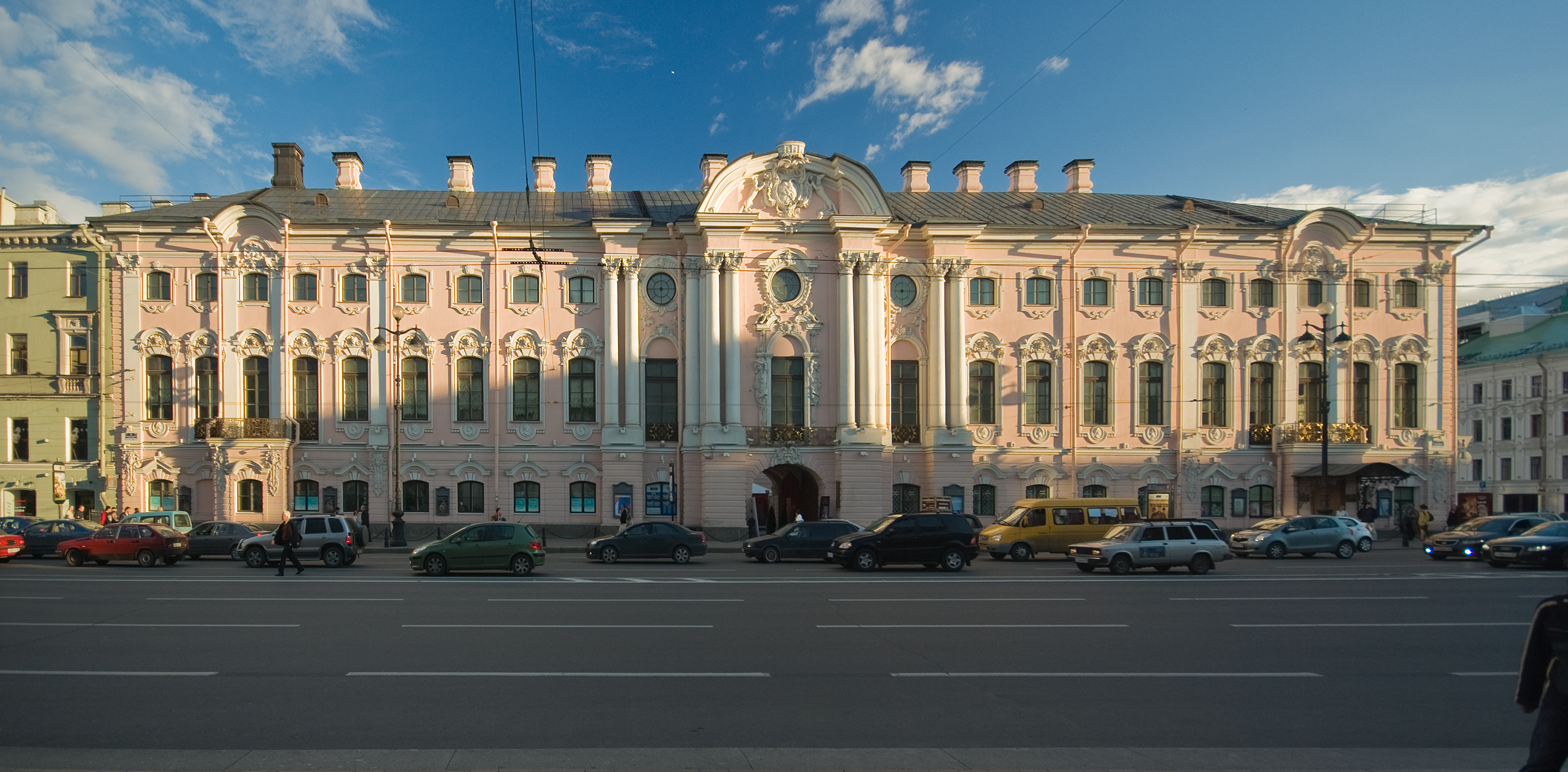
Palazzo Stroganov

## Morte
Morì improvvisamente il 3 marzo 1845, di insufficienza cardiaca. Il suo corpo fu sepolto nella chiesa del Monastero di Aleksandr Nevskij.